# Comedie mută '77
Comedie mută '77 (titlu original: Silent Movie) este un film american din 1976 regizat de Mel Brooks. Este creat în genurile satiră, de comedie. Rolurile principale au fost interpretate de actorii Dom DeLuise, Marty Feldman, Bernadette Peters, Sid Caesar, Anne Bancroft, Liza Minnelli, Burt Reynolds, James Caan, Marcel Marceau, Paul Newman.

## Distribuție
- Mel Brooks - Mel Funn
- Dom DeLuise - Dom Bell
- Marty Feldman - Marty Eggs
- Bernadette Peters - Vilma Kaplan
- Sid Caesar -  Chief
- Harold Gould - Engulf
- Ron Carey - Devour
- Burt Reynolds - Himself
- James Caan - Himself
- Liza Minnelli - Herself
- Anne Bancroft - Herself
- Paul Newman - Himself
- Marcel Marceau - Himself
- Harry Ritz - Man in Tailor Shop
- Liam Dunn -  Newspaper Vendor
- Carol Arthur -  Incredibly Pregnant Woman
- Yvonne Wilder -  Studio Chief's Secretary
- Charlie Callas -  Blind Man
- Fritz Feld -  Rio Bomba Maitre
- Valerie Curtin -  Intensive care Nurse
- Henny Youngman -  Man With The Fly In His Soup
- Phil Leeds -  Rio Bomba Waiter (nemenționat)